# Рубенштейн, Дэвид
Дэвид Рубенштейн (англ. David Rubenstein; род. 11 августа 1949, Балтимор, Мэриленд, США) — соучредитель Carlyle Group. В рейтинге 2008 года Forbes 400 самых богатых американцев получил 155 место с состоянием в $ 2,7 миллиарда. Член Американской академии искусств и наук (2013) и Американского философского общества (2019).
Родился в еврейской семье, рос в еврейском районе Балтимора и окончил Городской колледж Балтимора. Получил степень в области юриспруденции в Школе права Чикагского университета (University of Chicago Law School) в 1973 году. С 1973 по 1975 годы занимался юридической практикой в Нью-Йорке в компании Paul, Weiss, Rifkind, Wharton & Garrison. До основания Carlyle в 1987 году совместно с Уильямом Конвеем-мл. и Даниелем д’Аньелло, был политическим советником при Джимми Картере, а также занимался частной практикой в Вашингтоне.
Сейчас живёт в Бетесде (штат Мэриленд). Женат на Алисе Рогофф Рубинштейн, основательнице «Дома Аляски» в Нью-Йорке и «Художественного фонда коренных искусств Аляски».
Рубенштейн также активно занимается благотворительностью, делал крупные пожертвования для Duke’s Sanford School of Public Policy, John F. Kennedy School of Government в Гарвардском университете и Университету Джонса Хопкинса. Является членом правления университета Дьюка, где в честь него назван один из залов.
Избран в Совет попечителей Чикагского университета 31 мая 2007.

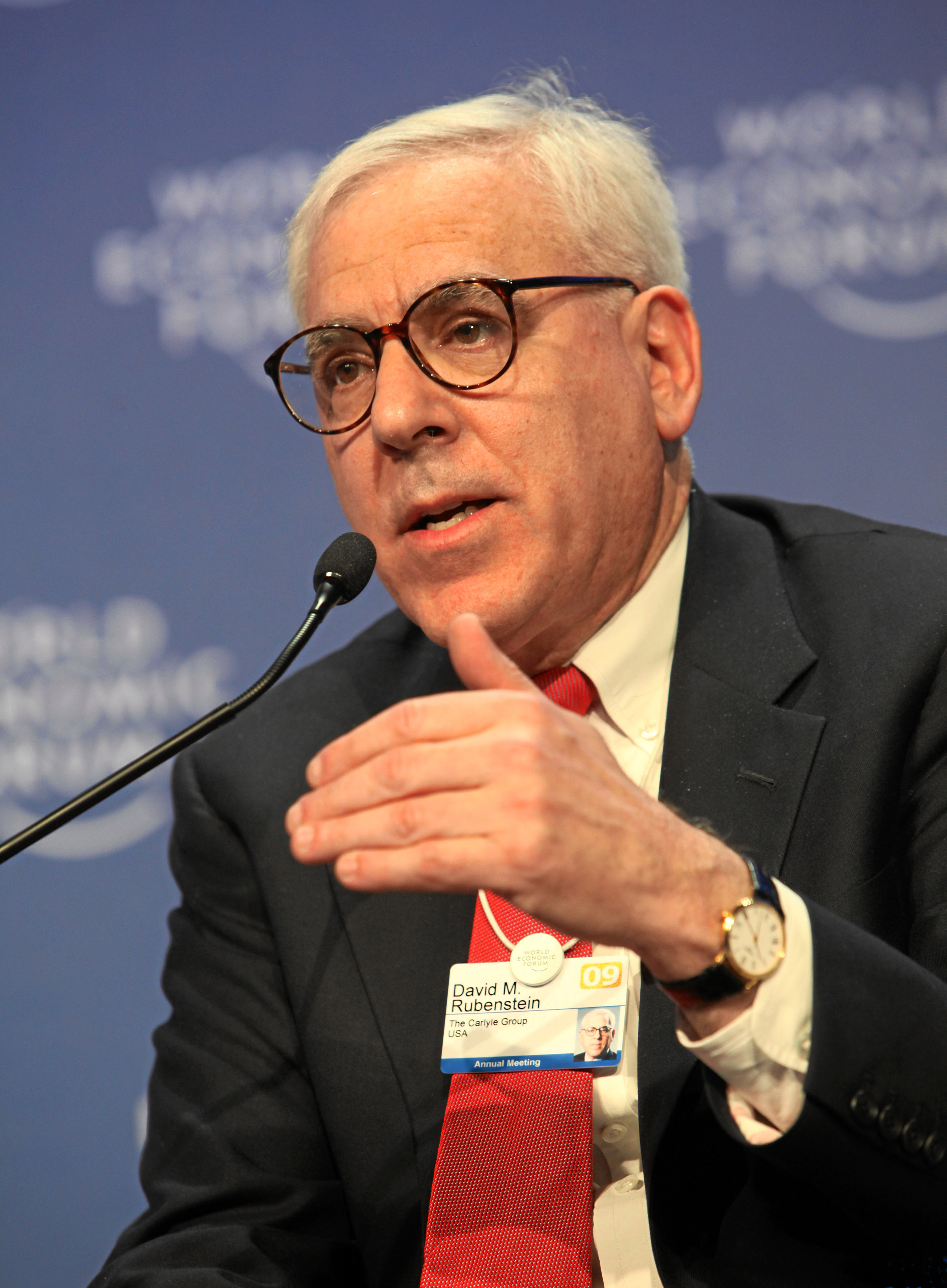
Дэвид Рубенштейн на Всемирном экономическом форуме в Давосе, 2009 год

## Награды
- Президентская медаль Свободы (4 января 2025)[4]